# Курляно-Дубовка
Курляно-Дубовка — деревня в Тарском районе Омской области России. Входит в состав Егоровского сельского поселения.

## История
Основана в начале 1930-х годов, в период коллективизации, когда происходило сселение жителей многочисленных эстонских, латышских и немецких так называемых Верхне-Бобровских хуторов в более крупные населённые пункты.

## Население
| 2002 | 2010 |
| ---- | ---- |
| 148  | ↘132 |